# Pstruhovec (přítok Rakouské Dyje)
Pstruhovec (německy Taxenbach) je potok v povodí Rakouské Dyje, který pramení na Českomoravské vrchovině, na
pomezí Moravy a Čech; část toku je na území Rakouska.

## Průběh toku
Pstruhovec pramení v Novobystřické vrchovině asi 1,4 km jižně od Rožnova. Nejprve teče východním směrem, následně se stáčí k jihovýchodu a poté protéká stejnojmenným rybníkem. Za ním se stáčí k jihozápadu, kde vtéká do vodní nádrže Landštejn, odkud pokračuje na jihovýchod až jih přes Staré Město pod Landštejnem k zámku Dobrohoř, kde do něj zprava vtéká Podleský potok. Následně u bývalé vesnice Dětříš přijímá další, tentokrát levostranný, přítok (nad tímto soutokem se nacházel Ruppův mlýn) a po průtoku kolem míst dalších zaniklých vsí Pernárec a Košlák se pod bývalým Košťálkovem dostává na místo bývalého Hanftlova mlýna. Poté přijímá levostranný přítok Brunský potok a během následujících asi 550 m vytváří česko-rakouskou hranici.
V Rakousku teče dále jižním směrem, nejprve přes rybník Taxenwehr a obec Groß Taxen (od níž je odvozen německý název), následně pokračuje do Tiefenbachu a Peigartenu. Pod touto obcí přijímá zprava Kautzenbach a následně ústí do Rakouské Dyje.
Většina české části toku se nachází v geomorfologickém okrsku Landštejnská kotlina.